# 국가귀속
|                                           |
| 미국의 재산법                             |
| 미국법 시리즈                             |
| 재산 획득                                 |
| 증여 · 취득시효 · 채권양도                |
| 유실물                                    |
| 처분 · 위탁 · 허가                        |
| 재산권                                    |
| 완전 사유권 · 단순부동산권 · 한사부동산권 |
| 생애부동산권 · 조건부 부동산권            |
| 미래권리 · 부동산 공동소유                |
| 부동산임차권 · 연립주택                   |
| 토지권리의 양도 증서                      |
| 선의의 취득자 · 권원등기제도              |
| 양도증서에 의한 금반언 · 권리 포기서      |
| 임대차 · 형평법상 재산권의 이전           |
| 소유권부담제거소송 · 국가귀속             |
| 미래사용 제한                             |
| 양도제한                                  |
| 영구구속금지의 원칙                       |
| 쉘리사건의 원칙                           |
| 상속권원우선원칙                          |
| 비소유 토지권                             |
| 지역권 · 이익                             |
| 토지와 함께 이전하는 약관                 |
| 에퀴티상의 지역권                         |
| 관련 주제                                 |
| 부착물 · 훼손 · 분할                      |
| 용수권                                    |
| 측면‧지하지지권                           |
| 네모닷                                    |
| 미국법의 다른 영역                        |
| 계약법 · 불법행위법                       |
| 유언신탁법                                |
| 형법 · 증거법                             |

국가귀속(國家歸屬, escheat) 또는 부동산복귀(不動産復歸), 혹은 무상속자 재산 몰수(無相續者財産沒收)란 영미법상 개념으로 상속인 없는 재산이 과거 국왕나 영주에게 현대에는 중앙정부나 주정부에 귀속되는 것을 뜻한다.

## 예시
1. 주 검찰은 상속인 없는 재산에 대해 2년간의 유예기간이 지나면 법원을 통해 정부귀속 절차를 진행한다. 소유권이 정부로 넘어간 부동산은 그 후 언제라도 경매를 실시할 수 있으나 타주 등 먼 곳에 살고있는 상속자가 있을 경우 5년까지는 법원에 재산반환 신청을 요구할 수 있다. 법원에서 상속자로 인정이 된 사람은 각종 경비를 지불하고 나서 주 정부로 넘어간 부동산을 되찾을 수 있다. 만약 5년이내에 정부로 넘어간 부동산이 경매 처분되었다면 상속자는 경매비용을 공제한 나머지 금액을 받을 수 있으나 5년이 지나고 나서 상속자가 나타났다면 주정부로 넘어간 부동산에 대해 반환을 요구할 수 없다.
2. 은행의 휴면계좌의 돈이 3년 이상 지나면 주정부로 귀속된다.

## 나라별 상태

### 대한민국
한국민법은 상속인이 없는 경우 가정법원은 특별연고지의 청구에 의하여 상속재산의 전부 또는 일부를 분여할 수 있다(제1057조의2). 특별연고자의 분여청구가 없거나 분여하고 남은 재산이 있으면 상속재산은 국가에 귀속한다(제1058조)라고 하여 국가귀속을 인정하고 있다. 무주의 부동산은 국유로 한다

## 국가귀속과 저작권
상속인이 없거나 법인이나 단체가 해산되어 재산이 국고로 귀속되면 저작권이 소멸해 퍼블릭 도메인이 되는 경우가 있다. 대한민국과 일본은 대한민국 저작권법 49조와 일본 저작권법 62조에서 이를 규정하고 있다.

## 참고 문헌
- 부동산복귀- 브리태니카 사전

## 같이 보기
- 대한민국 민법 제252조 무주물의 귀속